# 富洲原町立青年学校
富洲原町立青年学校（とみすはらちょうりつせいねんがっこう）は、満州事変後の軍国主義化の国民皆兵教育のため、1935年（昭和10年）に公布された青年学校令に基づき設置された実業学校。

## 学校の歴史
1911年（明治44年）に開設した実業補習学校を母体に、1935年（昭和10年）に制定された青年学校令により新しく三重郡富洲原町立青年学校が誕生した。本科は小学校普通科卒業者と小学校高等科卒業者が編入・入学した。またその上級にあたる研究科は本科の卒業生が対象となった。昭和13年度の青年学校経営録によると、全学年の生徒626名のうち、386名が進学している。1939年（昭和14年）4月に青年学校令が改正されて、満12歳以上満19歳未満の男子の青年学校就学が義務づけられた。
教育方針は聖勅を奉載する青年学校の特質によるもので、教授及び訓練科目は修身及び公民科・普通学科・職業科は工業と商業であった。それに加えて教練科を各学年2名、主任1名の教官で指導した。総教官数は31名（うち欠員は4名）。校長は富洲原小学校長が兼任した。国民皆兵のための青年教育であったため、訓練はことのほか厳格に行われた。夕方に国民服に巻脚絆で校庭に集結して来た若者たちがラッパの音に合わせて折敷けや行進を繰り返した。集光ランプのもと、教官の号令の飛ぶ中を整然と隊伍を組んでの行進訓練であった。それに飽かず眺めた男の子たちは軍人志望の念にかられていた。

## 統計
- 普通科1年 1人在籍
- 普通科2年 4人在籍
- 本科1年 65人在籍
- 本科2年 84人在籍
- 本科3年 93人在籍
- 本科4年 67人在籍
- 本科5年 50人在籍
- 研究科 20人在籍
- 合計 384人在籍

昭和13年度（1938年）
- 富洲原小学校尋常科 30学級 1865人 職員41人
- 富洲原小学校高等科 男子1012人 女子853人 職員41人
- 富洲原町立実科高等女学校 4学級 188人 職員6人